# Skrzatusz
Skrzatusz (niem. Schrotz) – wieś w Polsce, położona w województwie wielkopolskim, w powiecie pilskim, w gminie Szydłowo.

## Integralne części wsi
| SIMC    | Nazwa        | Rodzaj    |
| ------- | ------------ | --------- |
| 1007872 | Bryś-Folwark | część wsi |
| 0530005 | Coch         | część wsi |
| 0530011 | Dąbrowa      | część wsi |

## Historia
Wieś pierwotnie związana była z Pomorzem oraz z Wielkopolską. Ma metrykę średniowieczną i istnieje od XV wieku. Po raz pierwszy wymieniana w dokumencie lokacyjnym z 1438 jako Srzathuss, Strzathusch, 1524 Skrzethusch, 1563 Skrzethusz, 1944 Schrotz.
Pierwsze wzmianki o Skrzatuszu pochodzą z roku 1438 kiedy to Piotr Polak z Lichwina tenutariusz wałecki oraz drahimski lokował wieś Skrzatusz na surowym korzeniu i nadał Stanisławowi Ćwiekliczowi i Marcinowi Oszczepnikowiczowi 4 łany sołeckie, nadając im również 200 drzew na założenie barci miodnych. Sołtysi mają prawo trzymać dwóch zagrodników oraz posiadać karczmę. Mieli także na potrzeby własne prawo do wolnego rybołówstwa z użyciem sieci, z wyjątkiem niewodu, na jeziorach Okunko i Skrzatusz, a także na potrzeby wszystkich ludzi osadzonych we wsi. Sołtysi otrzymali również prawo do wolnego wypasu koni i owiec na ostrowach oraz dwóch łąkach przeznaczonych na utrzymanie konia wartości dwóch kóp groszy, na których mają służyć tenutariuszowi. Lokowana wieś miała podlegać takiemu samemu prawu, jakim rządziło się miasto Wałcz. Sołtysi mieli prawo do 1/3 opłat sądowych oraz do polowania na różne zwierzęta przy pomocy pułapek podziemnych i sieci. Każdy karczmarz otrzymywał 2 morgi na ostrowie, a mieszkańcy wsi otrzymali wolniznę na 15 lat, a potem będą zobowiązani zostali do dawania co roku czynszu w dniu św. Marcina, czyli 11 listopada po 8 sk. monety krakowskiej, na Wielkanoc po 20 jaj, a 8 września, czyli w dniu Narodzenia NMP po 2 kurczaki. Natomiast kmiecie mieli ponadto 3 dni orać, jeden dzień kosić i zbierać siano, jeden dzień bronować, jeden dzień pracować przy żniwach. W 1532 przywilej ten Pawłowi i Sokółkowi nowym sołtysom Skrzatusza potwierdził król Polski Zygmunt Stary.
W latach 1563–1579 historyczne regesty odnotowały pobór podatków ze Skrzatusza. W 1563 od 34 półłanków, 4 zagrodników, dwóch karczm oraz od kowala i szewca. W 1577 miejscowość zalegała z podatkiem od 27 półśladów. W 1579 miał miejsce pobór od 29 półśladów, od 6 zagrodników, od 4 podsądków, od dwóch karczmarzy, a także od kowala i zduna.
W 1563 miejscowość była wsią królewską należącą do królów polskich i leżała na terenie powiatu wałeckiego Korony Królestwa Polskiego. Od 1572 była siedzibą własnej parafii. Pod koniec XVI wieku była wsią starostwa wałeckiego, w powiecie wałeckim województwa poznańskiego w Rzeczypospolitej Obojga Narodów.
W 1586 w okolicy wsi wyznaczona została granica pomiędzy starostwem wałeckim i starostwem ujskim. Wyznaczali ją przez dwa tygodnie postępowania komisarze królewscy. W wyniku tych ustaleń błoto Czeladzinówko Małe miało zostać po stronie ujskiej i jego miejscu miała zaczynać się granica Skrzatusza z miastem Piła. Dalej biegła koło Pieniężnego Lasku należącego do Skrzatusza, przecinać drogę biegnącą ze wsi do Białej Góry i do Ujścia, a następnie przebiegała pomiędzy Skrzatuszem, a Pokrzywnicą.
Właścicielem wsi był Jan Kostka herbu Dąbrowa. W roku 1575 do miejscowego kościoła sprowadzono gotycką figurkę Matki Bożej Bolesnej (piety) z 1. poł. XV wieku. Miejscowość ta stała się miejscem pielgrzymkowym szeroko znanym w całej Wielkopolsce, co doprowadziło do utworzenia 1 stycznia 1658 roku samodzielnej placówki duszpasterskiej. Od 1650 Skrzatusz był rezydencją starostów nowodworskich, bywali tu polscy królowie Jan III Sobieski i Stanisław Leszczyński.
Dzięki staraniom starosty nowodworskiego Wojciecha Konstantyna z Goraja Brezy 15 września 1660 roku biskup Wojciech Tholibowski odłączył Skrzatusz od Wałcza i erygował samodzielną parafię. Pierwszym proboszczem parafii został ksiądz Jakub Krueński. W związku z powstaniem parafii, za przykładem króla Jana III Sobieskiego, w latach 1683–1694 Wojciech Breza zafundował w Skrzatuszu nową murowaną świątynię, która została obdarzona wezwaniem Wniebowzięcia NMP. Konsekracji kościoła dokonał w niedzielę „Laetare” 6 marca 1701 roku, biskup pomocniczy poznański, Hieronim Wierzbowski. Po zwycięskiej wojnie przeciw Turkom i Tatarom Jan III Sobieski 20 września 1690 roku specjalnym przywilejem powiększył dochody skrzatuskiego kościoła. Parafia została zrównana w swoich prawach z wielkimi parafiami miejskimi.
Wieś została włączona do Prus w wyniku I rozbioru Rzeczypospolitej w 1772. W 1945 miejscowość ponownie znalazła się w granicach Polski.
W latach 1975–1998 wieś administracyjnie należała do województwa pilskiego.

## Zabytki
- We wsi znajduje się sanktuarium maryjne z barokowym kościołem Wniebowzięcia Najświętszej Maryi Panny, zbudowanym w latach 1687–1694 jako wotum za odsiecz wiedeńską.
- We wsi dwór murowany z połowy XIX w.